# (26818) 1987 QM
1987 كيو أم (ويعرف أيضًا باسم (26818) 1987 كيو أم وفق تسمية الكوكب الصغير) (بالإنجليزية: 1987 QM)‏ هو كويكب ضمن حزام الكويكبات؛ وترتيبه 26818 من حيث الاكتشاف.
اكتُشف هذا الجُرم الفلكي بواسطة Stephen Singer-Brewster ‏ في 25 أغسطس 1987.

## وصلات خارجية
- (26818) 1987 QM في قاعدة بيانات مختبر الدفع النفاث لأجرام النظام الشمسي الصغيرة

- الاكتشاف · مخطط المدار ·  العناصر المدارية · المعلمات المادية

- (26818) 1987 QM على موقع ويكي سكاي: DSS2, SDSS, GALEX, IRAS, Hydrogen α, X-Ray, Astrophoto, Sky Map, Articles and images